# Marcello Mastroianni
Marcello Vincenzo Domenico Mastrojanni (Fontana Liri, 28 de setembro de 1924 — Paris, 19 de dezembro de 1996) foi um ator de cinema italiano. É considerado o mais importante ator da Itália.

## Biografia

### O início
Mastroianni nasceu na pequena Fontana Liri, na província de Frosinone, filho de Ottone e Ida Irolle. Era sobrinho do célebre escultor Umberto Mastroianni, irmão de Ottone. A família era originaria de Arpino. Mastroianni passou a infância na cidade natal, e depois seguiu com a família para Turim e Roma.
Em 1943, conseguiu o diploma de empreiteiro no Instituto Técnico-industrial Carlo Grella (atualmente Galileo Galilei).
Em 1945, começou a trabalhar para uma empresa de cinema, como figurante em Marionette de Carmine Gallone, em La corona di ferro de Alessandro Blasetti, em Una storia d'amore de Mario Camerini, e em I bambini ci guardano de Vittorio De Sica. Também começou a ter as primeiras aulas de teatro e, novamente, bateu nas portas do cinema. Nesta época, partilhou as suas aspirações como ator com uma jovem então desconhecida, Silvana Mangano, e os dois vivem um breve romance.

### A afirmação
A verdadeira estreia no cinema veio em 1948, com I miserabili, filme de Riccardo Freda, uma adaptação cinematográfica do livro homónimo Os Miseráveis, de Victor Hugo. Nesta mesma época começou a fazer pequenas participações no teatro, primeiro em companhias amadoras. Foi notado por Luchino Visconti, que lhe ofereceu o seu primeiro personagem como ator profissional, em As You Like It, de William Shakespeare (em 1948, no Teatro Eliseo - Roma) e, depois, em Um Bonde Chamado Desejo, de Tennessee Williams (1949, Teatro Eliseo - Roma), onde interpreta Mitch. Nesta ocasião conheceu Flora Carabella, sua futura esposa, que interpreta um papel menor. Os dois se casaram em 1950 e tiveram uma filha, Barbara.
Depois de ter interpretado sob a direção de Luciano Emmer diversos papéis em comédias neorealistas (Domenica d'agosto, Parigi è sempre Parigi, Le ragazze di Piazza di Spagna), chegaram os primeiros papéis dramáticos em Febbre di vivere de Claudio Gora, Cronache di poveri amanti de Carlo Lizzani, Le notti bianche de Luchino Visconti e Peccato che sia una canaglia, filme de 1954, com direção do cineasta Alessandro Blasetti.
A afirmação definitiva chegou em 1958, com I soliti ignoti, Adua e le compagne (1960) e Il bell'Antonio (1961).
Com Divórcio à Italiana (1961) ganhou o Nastro d'Argento, o prêmio BAFTA e uma indicação ao Óscar como melhor ator.

### O sucesso
As duas obras-primas de Federico Fellini, A Doce Vida (1960) e 8½ (1963), proporcionaram-lhe o sucesso internacional e a fama de latin lover, da qual iria defender-se, mais ou menos inutilmente, quando se tornou mais velho. Esta foi a razão pela qual, logo após o sucesso de A Doce Vida e para se afastar do mito de sex symbol, aceitou interpretar o papel de um impotente no filme Il bell'Antonio, adaptação cinematográfica do livro homônimo de Vitaliano Brancati.
Em 1962, a revista norte-americana TIME dedicou-lhe uma matéria, designando-o o ator estrangeiro mais admirado nos Estados Unidos.
O seu fascínio como ator não vinha apenas da sua beleza e da interpretação sempre de altíssimo nível, mas também de um certo descaso, às vezes escondido, em que parecia revelar uma melancolia e, por vezes, mesmo uma certa timidez.[carece de fontes?]
Em 1963, interpretou em Os Companheiros, de Mario Monicelli, o personagem de um intelectual comunista que fomenta a revolta da fábrica.
Sob a direção de Vittorio De Sica, com Sophia Loren como protagonista femminina, atuou em Ontem, Hoje e Amanhã (1963), Matrimonio all'italiana (1964) e I girasoli (1969). O casal que formou com Sophia Loren foi uma das parcerias artísticas mais bem sucedidas do cinema italiano, que se desdobrou com episódios memoráveis ao longo da carreira de ambos.
Em 1966 estreou na comédia musical, interpretando por cerca de três meses o papel de Rodolfo Valentino em Ciao Rudy de Garinei e Giovannini, cantando e dançando todas as noites e tentando desbancar outra reputação que tinha sido criada, da preguiça eterna. A crítica não foi terna com ele, e mesmo com os ingressos constantemente esgotados, Mastroianni saiu de cena e pagou uma multa de 100 milhões de liras para filmar Il viaggio di G. Mastorna, detto Fernet de Federico Fellini, projeto que o diretor nunca conseguiu realizar porque não conseguiu levantar dinheiro suficiente.
Em 1968 filmou Um Lugar para os Amantes sob a direção de Vittorio De Sica. A protagonista feminina era Faye Dunaway, com quem teve um breve, mas muito comentado, romance. Neste mesma época fez alguns filmes em língua inglesa, mas diferente de Sophia Loren, que fala um inglês perfeito, ele tinha dificuldades com a língua.
Em 1971 trabalhou com Marco Ferreri em Liza, e no set conheceu Catherine Deneuve, com a qual teve um longo relacionamento, e do qual nasceu Chiara. No ano seguinte se transferiu para Paris e teve a oportunidade, entre 1972 e 1974, de trabalhar em muitos filmes franceses.
Retornando à Itália, voltou a interpretar papéis em comédias leves (Culastrisce, nobile veneziano, La pupa del gangster), filmes de autor (Juízo Final, Una giornata particolare), dramas fortes (Esposamante, Per le antiche scale) e filmes grotescos (Ciao maschio, Fatto di sangue fra due uomini per causa di una vedova, si sospettano moventi politici).
Em 1978 estreou em um filme de drama para a televisão: Le mani sporche, de Elio Petri, baseado em Jean Paul Sartre. Antes disso, Mastroianni nunca havia trabalhado na televisão, com exceção de algumas aparições como anfitrião em Studio Uno, ao lado de Mina Mazzini e de Sandra Milo.
Em 1980 foi chamado por Federico Fellini, que dezoito anos após 8½, o trouxe novamente como protagonista em Cidade das Mulheres. Colaboraram novamente em 1985, em Ginger e Fred, ao lado de Giulietta Masina e, em 1987, em Intervista.
Em 1988 foi protagonista, junto a Massimo Troisi, em Splendor e Che ora è?, ambos dirigidos por Ettore Scola. Por este último filme os dois protagonistas recebem a Coppa Volpi na Mostra de Veneza.
Nos anos 1990, Marcello Mastroianni filmou sobretudo no exterior, com grandes diretores do cinema internacional.

### Doença e Morte
Em 1996, descobriu o câncer de pâncreas, mas mesmo assim continuou trabalhando no qual seria seu último filme, Viagem ao Princípio do Mundo, de Manoel de Oliveira, e nos intervalos deste filme gravou uma longa conversa sobre sua vida (Mi ricordo, sì… mi ricordo, direção de Annamaria Tatò, a sua última companheira) que é considerada por muitos o seu testamento espiritual.
O ator morreu aos 72 anos no dia 19 de dezembro, em seu apartamento em Paris. Catherine Deneuve estava ao seu lado, junto com sua filha Chiara. Ele tinha feito mais de 140 filmes em 49 anos de carreira.
Foi enterrado no cemitério Campo di Verano, em Roma.
Mastroianni, Dean Stockwell e Jack Lemmon são os únicos atores a ganhar duas vezes o prêmio de melhor ator no Festival de Cannes. Mastroianni ganhou em 1970, por Ciúme à Italiana e, em 1987, por Olhos Negros.

## Filmografia

### Cinema
Décadas de 1930 e 1940
- 1939: Marionette, de Carmine Gallone (sem créditos)
- 1942: Una storia d'amore, de Mario Camerini
- 1944: I bambini ci guardano, de Vittorio De Sica (sem créditos)
- 1948: I miserabili, de Riccardo Freda
- 1949: Vent'anni, de Giorgio Bianchi
- 1949: Vertigine d'amore, de Luigi Capuano

Década de 1950
- 1950: Domenica d'agosto, de Luciano Emmer
- 1950: Contro la legge, de Flavio Calzavara
- 1950: Vita da cani, de Mario Monicelli
- 1950: Cuori sul mare, de Giorgio Bianchi
- 1951: Atto d'accusa, de Giacomo Gentilomo
- 1951: A Tale of Five Cities, de Romolo Marcellini, Emil E. Reinert, Wolfgang Staudte, Montgomery Tully, Géza von Cziffra, Irma von Cube
- 1951: Parigi è sempre Parigi, de Luciano Emmer
- 1952: L'eterna catena, de Anton Giulio Majano
- 1952: La muta di Portici, de Giorgio Ansoldi
- 1952: Sensualità, de Clemente Fracassi
- 1952: Tragico ritorno, de Pier Luigi Faraldo
- 1952: Le ragazze de Piazza di Spagna, de Luciano Emmer
- 1952: Penne nere, de Oreste Biancoli
- 1953: La valigia dei sogni, de Luigi Comencini
- 1953: Lulù, de Fernando Cerchio
- 1953: Febbre di vivere, de Claudeo Gora
- 1953: Non è mai troppo tarde, de Filippo Walter Ratti
- 1953: Gli eroi della domenica, de Mario Camerini
- 1953: Il viale della speranza, de Dino Risi
- 1954: La principessa delle Canarie, de Paolo Moffa
- 1954: La schiava del peccato, de Raffaello Matarazzo
- 1954: Cronache de poveri amanti, de Carlo Lizzani
- 1954: Tempi nostri, de Alessandro Blasetti
- 1954: Giorni d'amore, de Giuseppe De Santis
- 1954: Casa Ricordi, de Carmine Gallone
- 1954: Peccato che sia una canaglia, de Alessandro Blasetti
- 1955: Tam tam Mayumbe, de Gian Gaspare Napolitano
- 1955: La bella mugnaia, de Mario Camerini
- 1956: La fortuna di essere donna, de Alessandro Blasetti
- 1956: Il bigamo, de Luciano Emmer
- 1957: Il medico e lo stregone, de Mario Monicelli
- 1957: Padri e figli, de Mario Monicelli
- 1957: La ragazza della salina, de Frantisek Cap
- 1957: Il momento più bello, de Luciano Emmer
- 1957: Le notti bianche, de Luchino Visconti
- 1958: Racconti d'estate, de Gianni Franciolini
- 1958: Amore e guai, de Angelo Dorigo
- 1958: I soliti ignoti, de Mario Monicelli
- 1959: Il nemico de mia moglie, de Gianni Puccini
- 1959: Un ettaro di cielo, de Aglauco Casadeo
- 1959: La legge, de Jules Dassin
- 1959: Tutti innamorati, de Giuseppe Orlandeni
- 1959: Ferdinando I, re di Napoli, de Gianni Franciolini

Década de 1960
- 1960: La dolce vita, de Federico Fellini
- 1960: Il bell'Antonio, de Mauro Bolognini
- 1960: Adua e le compagne, de Antonio Pietrangeli
- 1961: Fantasmi a Roma, de Antonio Pietrangeli
- 1961: La notte, de Michelangelo Antonioni
- 1961: L'assassino, de Elio Petri
- 1961: Divorzio all'italiana, de Pietro Germi
- 1962: Vie privée, de Louis Malle
- 1962: Cronaca familiare, de Valerio Zurlini
- 1963: 8½, de Federico Fellini
- 1963: I compagni, de Mario Monicelli
- 1963: Ieri, oggi, domani, de Vittorio De Sica
- 1964: Matrimonio all'italiana, de Vittorio De Sica
- 1965: L'uomo dei cinque palloni, de Marco Ferreri
- 1965: Oggi, domani, dopodomani, de Luciano Salce, Marco Ferreri, Eduardo De Filippo
- 1965: Casanova '70, de Mario Monicelli
- 1965: La decima vittima, de Elio Petri
- 1966: Io, io, io… e gli altri, de Alessandro Blasetti
- 1966: Poppies Are Also Flowers, de Terence Young
- 1966: Spara forte, più forte… non capisco!, de Eduardo De Filippo
- 1967: Lo straniero, de Luchino Visconti
- 1968: Questi fantasmi, de Renato Castellani (sem créditos)
- 1968: Amanti, de Vittorio De Sica
- 1968: Diamonds for Breakfast, de Christopher Morahan

Década de 1970
- 1970: Dramma della gelosia (tutti i particolari in cronaca), de Ettore Scola
- 1970: I girasoli, de Vittorio De Sica
- 1970: Leo the Last, de John Boorman
- 1970: Giuochi particolari, de Franco Indovina
- 1971: Permette? Rocco Papaleo, de Ettore Scola
- 1971: Scipione detto anche l'africano, de Luigi Magni
- 1971: La moglie del prete, de Dino Risi
- 1971: Ça n'arrive qu'aux autres, de Nadine Trintignant
- 1972: Liza, de Marco Ferreri
- 1972: Che?, de Roman Polanski
- 1973: Mordi e fuggi, de Dino Risi
- 1973: Allonsanfàn, de Paolo e Vittorio Taviani
- 1973: La grande bouffe, de Marco Ferreri
- 1973: L'événement le plus important depuis que l'homme a marché sur la lune, de Jacques Demy
- 1973: Rappresaglia, de George Pan Cosmatos
- 1973: Salut l'artiste, de Yves Robert
- 1974: Touche pas à la femme blanche, de Marco Ferreri
- 1975: La pupa del gangster, de Giorgio Capitani
- 1975: Divina creatura, de Giuseppe Patroni Griffi
- 1975: Per le antiche scale, de Mauro Bolognini
- 1975: La donna della domenica, de Luigi Comencini
- 1976: Culastrisce nobile veneziano, de Flavio Mogherini
- 1976: Signore e signori, buonanotte, de Luigi Comencini, Mario Monicelli, Nanni Loy, Ettore Scola, Luigi Magni
- 1976: Todo modo, de Elio Petri
- 1977: Esposamante, de Marco Vicario
- 1977: Una giornata particolare, de Ettore Scola
- 1977: Doppio delitto, de Steno
- 1978: Giallo napoletano, de Sergio Corbucci
- 1978: Ciao maschio, de Marco Ferreri
- 1978: Così come sei, de Alberto Lattuada
- 1978: Fatto de sangue fra due uomini per causa de una vedova, si sospettano moventi politici, de Lina Wertmüller
- 1979: L'ingorgo - Una storia impossibile, de Luigi Comencini

Década de 1980
- 1980: La città delle donne, de Federico Fellini
- 1980: La terrazza, de Ettore Scola
- 1981: Fantasma d'amore, de Dino Risi
- 1981: La pelle, de Liliana Cavani
- 1982: La nuit de Varennes, de Ettore Scola
- 1982: Oltre la porta, de Liliana Cavani
- 1983: Gabriela, Cravo e Canela, de Bruno Barreto
- 1983:Storia di Piera, de Marco Ferreri
- 1983:Il generale dell'armata morte, de Luciano Tovoli
- 1984:Enrico IV, de Marco Bellocchio
- 1985:Le due vite di Mattia Pascal, de Mario Monicelli
- 1985: Maccheroni, de Ettore Scola
- 1986: O melissokomos, de Theodoros Angelopoulos
- 1986: Ginger e Fred, de Federico Fellini
- 1987: Miss Arizona, de Pal Sandor
- 1987: Intervista, de Federico Fellini
- 1987: I soliti ignoti vent'anni dopo, de Armando Todeni
- 1987: Oci ciornie, de Nikita Mikhalkov
- 1989: Splendor, de Ettore Scola
- 1989: Che ora è?, de Ettore Scola

Década de 1990
- 1990: Stanno tutti bene, de Giuseppe Tornatore
- 1991: Cin cin, de Gene Saks
- 1991: Verso sera, de Francesca Archibugi
- 1991: To meteoro vima tou pelargou, de Theodoros Angelopoulos
- 1991: Le voleur d'enfants, de Christian de Chalonge
- 1992: Used People, de Beeban Kidron
- 1993: De eso no se habla, de Maria Luisa Bemberg
- 1993: Un, deux, trois, soleil, de Bertrand Blier
- 1994: Prêt-à-Porter, de Robert Altman
- 1995: Les cent et une nuits de Simon Cinéma, de Agnès Varda
- 1995: Al di là delle nuvole, de Michelangelo Antonioni e Wim Wenders
- 1996: Sostiene Pereira, de Roberto Faenza
- 1996: Trois vies et une seule mort, de Raoul Ruiz
- 1997: Viagem ao Princípio do Mundo, de Manoel de Oliveira

### Televisão
- 1971: Correva l'anno di grazia 1870 de Alfredo Giannetti
- 1978: Le mani sporche de Elio Petri
- 1980: Appunti su la città delle donne documentário de Ferruccio Castronuovo sobre o filme de Federico Fellini
- 1995: A che punto è la notte de Nanni Loy

## Prêmios
- 1955: Nastro d'Argento de melhor ator principal por Giorni d'amore
- 1958: Nastro d'Argento de melhor ator principal por As noites brancas
- 1961: Nastro d'Argento de melhor ator principal por La dolce vita
- 1962: Nastro d'Argento de melhor ator principal por Divórcio à italiana
- 1963: Globo de Ouro de melhor ator em filme musical ou comédia por Divórcio à italiana
- 1964: David di Donatello de melhor ator italiano por Ontem, hoje e amanhã
- 1964: BAFTA[desambiguação necessária] Film Award de melhor ator estrangeiro por Divórcio a italiana
- 1965: David di Donatello de melhor ator italiano por Matrimônio a italiana
- 1965: Henrietta Award de ator favorito
- 1965: BAFTA Film Award de melhor ator estrangeiro por Ontem, hoje e amanhã
- 1965: Prêmio de melhor ator no Festival Internacional de Cinema de Saint-Sébastien por Casanova 70
- 1970: Prêmio de interpretação masculina no Festival de Cannes por Dramma della gelosia (tutti i particolari in cronaca)
- 1983: David di Donatello especial por sua carreira
- 1985: Prêmio Sant Jordi (1) de melhor ator estrangeiro por Storia de Piera
- 1986: Nastro d'Argento de melhor ator por Ginger e Fred
- 1986: David di Donatello de melhor ator principal por Ginger e Fred
- 1986: Medalha de ouro da cidade de Roma pelo 30º aniversário do Prêmio David di Donatello
- 1987: Prêmio de interpretação masculina no Festival de Cannes por Olhos Negros
- 1987: Prêmio Sant Jordi (1) de melhor ator estrangeiro por Ginger e Fred
- 1988: Nastro d'Argento de melhor ator por Olhos Negros
- 1988: David di Donatello de melhor ator principal por Olhos negros
- 1988: Prémio do Cinema Europeu por sua carreira
- 1989: Coppa Volpi de melhor ator na Mostra de Veneza por Che ora è
- 1991: Nastro d'Argento de melhor ator principal por Verso sera
- 1993: Prêmio César de honra
- 1993: Coppa Volpi de melhor second rôle na Mostra de Veneza por Un, deux, trois, soleil
- 1994: NBR Award de melhor performance de elenco em Prêt-à-porter
- 1995: David di Donatello de melhor ator principal por Sostiene Pereira
- 1995: Câmera de Ouro no Festival de Cannes por sua carreira
- 1996: David di Donatello de lembrança (David em memória)
- 1996: Silver Wave Award no Festival Internacional de Cinema de Fort Lauderdale por Trois vies et une seule mort
- 1997: Nastro d'Argento especial por papel no mundo do cinema

(1)  Prêmio dado pela Radio Nacional Espanhola na Catalunha